# 多布良西克 (佳切夫區)
48°4′3″N 23°42′35″E / 48.06750°N 23.70972°E
多布良西克（烏克蘭語：Добрянське）是位於烏克蘭西部外喀爾巴阡州的佳奇夫區的村莊，始建於1419年，面積0.08平方公里，海拔高度272米，2001年人口2,714，人口密度每平方公里33,506.17人。